# Igreja Episcopal Metodista Africana Brown (Selma)
A Igreja Episcopal Metodista Africana Brown (em inglês:  Brown Chapel A.M.E. Church) é uma igreja situada na 410 Martin Luther King Jr. Street em Selma, Alabama, Estados Unidos. Esta igreja foi um ponto de partida para as marchas de Selma a Montgomery em 1965 e, como o local de reunião e escritórios da Conferência da Liderança Cristã do Sul (SCLC) durante o Movimento de Selma, desempenhou um papel importante nos eventos que levaram à adoção da Lei dos direitos de voto de 1965. A reação da nação à marcha do "Domingo Sangrento" de Selma é amplamente creditada por tornar a aprovação da Lei dos Direitos de Voto politicamente viável no Congresso dos Estados Unidos.
Foi adicionada ao Registro de Marcos e Patrimônio do Alabama em 16 de junho de 1976 e posteriormente declarada Marco Histórico Nacional em 4 de fevereiro de 1982.
A estrutura sofreu danos significativos de cupins e mofo enquanto estava desocupada durante a pandemia de COVID-19, e foi incluída na lista anual do Fundo Nacional para a Preservação Histórica dos 11 lugares mais ameaçados do país em 2022.

## Descrição
A Capela Brown está localizada a nordeste do centro de Selma, no lado leste da Martin Luther King Jr. Street entre a St. Johns Street e a Clark Avenue. É uma grande estrutura de alvenaria, construída em tijolo vermelho com acabamento em pedra branca. Estilisticamente, é basicamente um renascimento românico, construída no formato de uma cruz grega com influências bizantinas. Sua fachada tem suas entradas recuadas atrás de uma arcada de três arcos arredondados e é ladeada por um par de torres quadradas encimadas por lanternas octogonais e cúpulas. A única grande alteração externa é uma adição funcional à parte traseira, que abriga cozinha e outras instalações.
A igreja foi construída em 1908 segundo um projeto de A. J. Farley. Sua congregação surgiu de uma congregação combinada de metodistas afro-americanos e brancos que se separaram por raça em 1866. Seu primeiro santuário foi construído neste local em 1869. É mais conhecida hoje por seu papel como local de reuniões organizacionais relacionadas a vários eventos importantes do Movimento pelos Direitos Civis nas décadas de 1950 e 1960. A Conferência da Liderança Cristã do Sul (SCLC), uma das principais organizações de ativistas dos direitos civis, usou a igreja como sua sede em Selma durante atividades de protesto organizadas em 1964 e 1965 que levaram à aprovação da Lei dos Direitos de Voto de 1965.